# Mabinay
Mabinay (Bayan ng Mabinay) är en kommun i Filippinerna. Kommunen ligger på ön Negros, och tillhör provinsen Negros Oriental. Folkmängden uppgår till 64 451 invånare.

## Barangayer
Mabinay är indelat i 32 barangayer.
| - Abis - Arebasore - Bagtic - Banban - Barras - Bato - Bugnay - Bulibulihan - Bulwang - Campanun-an - Canggohob | - Cansal-ing - Dagbasan - Dahile - Himocdongon - Hagtu - Inapoy - Lamdas - Lumbangan - Luyang - Manlingay - Mayaposi | - Napasu-an - New Namangka - Old Namangka - Pandanon - Paniabonan - Pantao - Poblacion - Samac - Tadlong - Tarâ |